# Sphenocrates aulodocha
Sphenocrates aulodocha är en fjärilsart som beskrevs av Edward Meyrick 1918. Sphenocrates aulodocha ingår i släktet Sphenocrates och familjen stävmalar. Inga underarter finns listade i Catalogue of Life.